# فلسفة اللغة المثالية

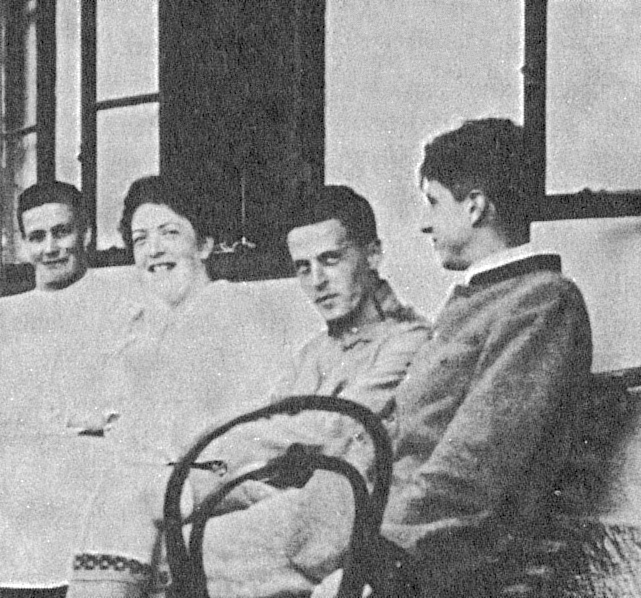
في Hochreit ، صيف 1920. لودفيج فيتجنشتاين جالس بين شقيقته هيلين سالزر وأرفيد سجوجرن.

فلسفة اللغة المثالية (بالإنجليزية: Ideal language philosophy)‏ هي المُناقض لفسلفة اللغة العادية. من حوالي عام 1910 إلى عام 1930 ، أكد الفلاسفة التحليليون مثل برتراند راسل ولودفيج فيتجنشتاين على إنشاء لغة مثالية للتحليل الفلسفي والتي ستكون خالية من غموض اللغة العادية التي غالباً ما تجعل الفلسة باطلة (حسب رأيهم). خلال العشر سنوات بين 1920 و 1930 سعى راسل وفيتغنشتاين إلى فهم اللغة (ومن ثم المشكلات الفلسفية) باستخدام المنطق لإضفاء الطابع الرسمي على الطريقة التي يتم بها صياغة العبارات الفلسفية. طور فتغنشتاين نظامًا شاملاً للعبارة المنطقية في كتابه المنشور عام 1921 مصنف منطقي فلسفي (بالألمانية: Logisch-Philosophische Abhandlung) وبذلك جادل بأن الكون هو مجمل الحالات الواقعية وأن هذه الحالات يمكن التعبير عنها بلغة المنطق الأصلي من الدرجة الأولى. وهكذا يمكن تفسير صورة الكون عن طريق التعبير عن الحقائق الذرية في شكل عبارات ذرية [الإنجليزية] وربطها باستخدام عوامل منطقية.

### استشهاد عام
- Alex Barber, Robert J. Stainton (eds.), Concise Encyclopedia of Philosophy of Language and Linguistics, Elsevier, 2010, p. 47.